# Petrus von Hötzl
Petrus Alcantara Hötzl, à partir de 1895 Ritter von Hötzl, nom en religion d'Alois Matthias Hötzl (né le 6 août 1836 à Munich, mort le 9 mars 1902 à Augsbourg) est évêque d'Augsbourg de 1895 à sa mort.

## Biographie
Petrus von Hötzl est le fils d'un postier de Munich, où il est élève de l'école primaire et secondaire. Il obtient l'abitur à Freising. Au lieu d'exercer une profession, il opte pour la vie monastique et entre le 27 octobre 1857 au couvent franciscain de Munich (de), où il prend le nom religieux Petrus Alcantara (d'après Pierre d'Alcántara). Il étudie la théologie et la philosophie à l'université et est ordonné prêtre le 30 mars 1860.
Après quelques années de pastorale dans les monastères de Dietfurt et de Landshut (de), il est rappelé à Munich pour donner des conférences philosophiques et théologiques. Il occupe ce poste pendant près de 30 ans et a une influence sur la formation sacerdotale.
En 1891, Hötzl est élu supérieur provincial de la province franciscaine de Bavière (de) et est confirmé dans cette fonction en 1894. Le 7 novembre 1894, il est nommé évêque par le prince régent Luitpold, suivi de la préconisation cérémoniale par le pape Léon XIII le 18 mars 1895. La consécration comme évêque a lieu le 1er mai 1895 dans la cathédrale d'Augsbourg par l'archevêque de Munich et Freising Antonius von Thoma (de).